# 職親
職親（しょくおや/しょくしん）とは、知的障害者を預かり、更生に必要な指導訓練を行う者をいう。
知的障害者福祉法第16条第3号に規定がある。委託された知的障害者は職親の家に同居するか、職親宅に通勤して指導訓練を受ける。職親を希望する者は、居住地の市町村長に申し出なければならない。2005年3月31日現在、553人の知的障害者が職親に委託されている。
また、里親制度の中で、義務教育を終了した後の児童を預かり職業指導を行う保護受託者のことを職親ということもあったが、2005年の法改正で同制度は廃止された。